# Multiplexación por división de frecuencia
En las telecomunicaciones, la multiplexación por división de frecuencia (FDM) es una técnica mediante la cual el ancho de banda total disponible en un medio de comunicación se divide en una serie de sub-bandas de frecuencias levemente distintas, cada una de las cuales se utiliza para transportar una señal separada. Esto permite que un solo medio de transmisión tal como el espectro de radio, un cable o fibra óptica transporte múltiples señales independientes en el mismo vínculo. Otro uso es llevar segmentos en serie separados o segmentos de una señal de velocidad más alta en paralelo.
El ejemplo más natural de multiplexión por división de frecuencia es la radiodifusión y la televisión, en la que múltiples señales de radio a diferentes frecuencias pasan a través del aire al mismo tiempo. Otro ejemplo es la televisión por cable, en la que muchos canales de televisión se llevan simultáneamente en un solo cable. Las diferencias de frecuencia portadora evita que las señales se interfieran, lo que hace necesario una coordinación entre los distintos emisores, coordinación que normalmente es llevada por una autoridad como la FCC en USA, MITECO en España o la UIT a nivel internacional.
FDM también era utilizado por los sistemas telefónicos del siglo XX para transmitir múltiples llamadas telefónicas a través de líneas troncales de alta capacidad, satélites de comunicaciones para transmitir múltiples canales de datos sobre haces de radio de enlace ascendente y descendente, y sistemas similares. Los  módems DSL de banda ancha utilizan un sistema parecido para transmitir grandes cantidades de datos de ordenador a través de líneas telefónicas de par trenzado, sin interferir en la comunicación telefónica habitual gracias a ciertos filtros pasaaltos que separan ambas comunicaciones. 
Una técnica similar llamada multiplexación por división de longitud de onda se utiliza en la comunicación por fibra óptica, en la que múltiples canales de datos se transmiten a través de una única fibra óptica utilizando diferentes longitudes de onda de emisiones láser. Es prácticamente lo mismo, ya que la longitud de onda y la frecuencia están relacionadas por la velocidad de la luz.

## Cómo trabaja

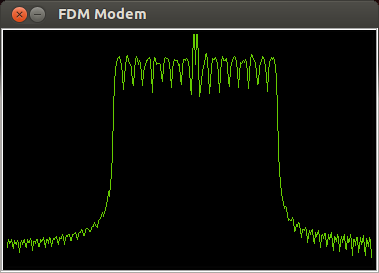
Ejemplo de espectro en FDM de 16 portadoras moduladas por DQPSK y una portadora central modulada en DBPSK

Las múltiples señales de información que se envían a través de un sistema FDM, tales como los canales de televisión que se envían a través de un sistema de televisión por cable, se denominan señales de banda base. En el extremo de la fuente, para cada canal de frecuencia, un oscilador electrónico genera una señal portadora, una forma de onda oscilante constante a una sola frecuencia que sirve para "transportar" información. El portador es mucho más alto en frecuencia que la señal de banda base, por lo menos el doble de la frecuencia más alta de la banda base (principio de Nyquist). La señal portadora y la señal en banda base se combinan en un circuito modulador. El modulador altera algunos aspectos de la señal portadora, tales como su amplitud, frecuencia o fase, con la señal de banda base, "traspasando" los datos al portador.
El resultado de modular (mezclar) el portador con la señal de banda base es generar subfrecuencias cerca de la frecuencia portadora, a la suma (fC + fB) y la diferencia (fC - fB) de las frecuencias. La información de la señal modulada se lleva en bandas laterales a cada lado de la frecuencia portadora. Por lo tanto, toda la información transportada por el canal está en una banda estrecha de frecuencias agrupadas alrededor de la frecuencia portadora, esto se llama la banda de paso del canal.
De forma similar, se usan portadoras en otras frecuencias, creando otros canales de información. Los portadores están lo suficientemente separados en frecuencia de forma tal que la banda de frecuencias ocupada por cada canal -las bandas pasantes de los canales separados- no se solapen. Todos los canales se envían a través del mismo medio de transmisión, tal como un cable coaxial, fibra óptica, o a través del aire usando un transmisor de radio. Siempre y cuando las frecuencias de canal estén lo suficientemente separadas entre sí de modo que ninguna de las bandas de paso se solape, los canales separados no interferirán entre sí. Así, el ancho de banda disponible se divide en "ranuras" o canales, cada uno de los cuales puede llevar una señal modulada separada.
Por ejemplo, el cable coaxial utilizado por los sistemas de televisión por cable tiene un ancho de banda de unos 1000 MHz, pero la banda de paso de cada canal de televisión es de sólo 6 MHz de ancho, por lo que hay espacio para muchos canales en el mismo cable (con los avances en modulación digital, se subdivide en subcanales, hasta 10 canales de televisión digital donde había sólo uno analógico).
En el extremo de destino del cable o fibra, o del receptor de radio, para cada canal un oscilador local produce una señal en la frecuencia portadora de ese canal, que se mezcla con la señal modulada entrante. Las frecuencias "diferencia" se filtran, obteniéndose de nuevo la señal de banda base para ese canal. Esto se llama desmodulación. La señal de banda base resultante se filtra de las otras frecuencias y se emite al usuario.

## Telefonía
En los años 1860 y 70, varios inventores intentaron FDM bajo los nombres de la telegrafía acústica y la telegrafía armónica. Mientras tanto, sus esfuerzos llevaron a una comprensión elemental de la tecnología electroacústica, que resultó en la invención del teléfono. 
La FDM práctica sólo se logró en la era electrónica, posterior a la 2.ª guerra mundial. Para las conexiones telefónicas de larga distancia, las compañías de telefonía del siglo XX utilizaron sistemas de cables coaxiales y portadores L que llevaban miles de circuitos de voz en un único medio de transmisión, multiplexados en múltiples etapas por bancos de canales.
Para distancias más cortas, se utilizaron cables de pares equilibrados más baratos para diversos sistemas, incluyendo el sistema Bell K y N-Carrier. Esos cables no permitían anchos de banda tan grandes, por lo que sólo 12 canales de voz (doble banda lateral) y más tarde 24 (banda lateral única) fueron multiplexados en cuatro cables, un par para cada dirección con repetidores cada varias millas, aproximadamente 10 km. A finales del siglo XX, los circuitos de voz FDM se habían vuelto raros, y finalmente cayeron en desuso, reemplazados por los sistemas que emplean transmisión digital, en la que se usa multiplexación por división de tiempo (TDM) en lugar de FDM.
Desde finales del siglo XX, las líneas de abonado digital (DSL) han utilizado un sistema de múltiples tonalidades discretas (DMT) para dividir su espectro en canales de frecuencia.
El concepto correspondiente a la multiplexación por división de frecuencia en el dominio óptico se conoce como multiplexación por división de longitud de onda.

### Grupo y supergrupo
Un sistema FDM, comúnmente usado, por ejemplo en soporte L, utiliza filtros de cristal que funcionan a la banda de 8 MHz para formar un Grupo de Canales de 12 canales, ancho de banda de 48 kHz en el rango 8140 a 8188 kHz seleccionando portadores en el rango 8140- 8184 kHz que selecciona la banda lateral superior, este grupo se puede traducir entonces al rango estándar de 60 a 108 kHz por un portador de 8248 kHz. Tales sistemas se utilizan en DTL (Direct To Line) y DFSG (Super grupo formado directamente).
Se pueden formar 132 canales de voz (2SG + 1G) utilizando un plano DTL. La modulación y el plan de frecuencia se dan en la FIG. 1 y la FIG 2 el uso de la técnica DTL permite la formación de un máximo de 132 canales de voz que pueden colocarse directamente a la línea. DTL elimina equipos de grupos y supergrupos.
DFSG puede tomar pasos similares donde se puede obtener una formación directa de un número de supergrupos en el 8 kHz el DFSG también elimina el equipo del grupo y puede ofrecer:
- Reducción del costo 7% a 13%
- Menos equipo para instalar y mantener
- Mayor fiabilidad debido a la menor cantidad de equipos

Tanto DTL como DFSG pueden ajustarse a los requisitos del sistema de baja densidad (usando DTL) y el sistema de densidad más alta (usando DFSG). El terminal DFSG es similar al terminal DTL excepto que en lugar de dos supergrupos se combinan muchos supergrupos. Un Mastergroup de 600 canales (10 supergrupos) es un ejemplo basado en DFSG.
Estos sistemas eran difíciles y costosos de implementar, ya que se necesitaba un ajuste de filtros de paso bajo, alto, y pasabanda que debía realizarse mediante personal técnico altamente calificado, utilizaba cristales y bobinas de alto Q, De allí que la técnica MIC-PCM / TDM haya reemplazado al FDM.

## Otros ejemplos
FDM también se puede utilizar para combinar señales antes de la modulación final sobre una onda portadora. En este caso, las señales portadoras se denominan subportadoras: un ejemplo es la transmisión FM estéreo analógica, en la que se utiliza una subportadora de 38 kHz para separar la señal de diferencia izquierda-derecha del canal suma central izquierda-derecha antes de la modulación de frecuencia de la señal compuesta. La transmisión radioeléctrica incluye un "tono piloto" de 19 kHz (la mitad de los 38 kHz), necesario para la demodulación en el receptor ya que está en fase con la subportadora original, que se suprime al transmitir.
Un canal de televisión analógico NTSC o PAL se divide en frecuencias de subportadora para el video básico, la información de color y el audio. DSL utiliza frecuencias diferentes para voz y para transmisión de datos aguas arriba y aguas abajo sobre los mismos conductores, que es también un ejemplo de frecuencia dúplex.
Los sistemas de llamada selectiva digital utilizan canales específicos de la banda HF o VHF para comunicarse en forma selectiva con usuarios específicos que comparten el mismo medio radioeléctrico. 
Cuando la multiplexión por división de frecuencia se utiliza para permitir que varios usuarios compartan un canal de comunicaciones físico, se denomina acceso múltiple por división de frecuencia (FDMA). FDMA es la forma tradicional de separar las señales de radio de diferentes transmisores.